# As I Am
As I Am é o terceiro álbum de estúdio da cantora, compositora e produtora americana Alicia Keys, lançado dia 13 de novembro pela J Records nos Estados Unidos. Vários estúdios de gravações foram usados para as sessões de gravação durante 2005 até 2007. Produção foi cuidada primeiramente por Alicia Keys, Kerry "Krucial" Brothers, Jack Splash e Linda Perry, com a contribuição do músico convidado John Mayer.
O álbum estreou em primeiro lugar na Billboard 200 nos EUA, vendendo 742,000 cópias na primeira semana, a mais alta por uma artista feminina desde Feels Like Home (2004) de Norah Jones. Gerou 4 singles que ganharam sucesso nos charts da Billboard, incluindo "No One", que se tornou a música mais escutada em 2007 na América. O álbum foi certificado platina tripla em vendas pela RIAA. Apesar das críticas mistas em relação às composições de Keys, As I Am recebeu em geral críticas positivas da maioria dos músicos críticos e rendeu a Keys grandes elogios. A revista Rolling Stone nomeou o álbum como o trigésimo-sexto melhor álbum de 2007.

## Faixas
| Edição padrão |                                               |                                                                  |                                |         |  |
| N.º           | Título                                        | Compositor(es)                                                   | Produtor(es)                   | Duração |  |
| 1.            | "As I Am (Intro)"                             | Alicia Keys                                                      | Keys                           | 1:52    |  |
| 2.            | "Go Ahead"                                    | Keys, Mark Batson, Kerry "Krucial" Brothers Jr, Marsha Ambrosius | Keys, Batson                   | 4:36    |  |
| 3.            | "Superwoman"                                  | Keys, Linda Perry, Steve Mostyn                                  | Keys, Brothers Jr              | 4:34    |  |
| 4.            | "No One"                                      | Keys, Brothers Jr, George Harry                                  | Keys, Brothers Jr, Dirty Harry | 4:14    |  |
| 5.            | "Like You'll Never See Me Again"              | Keys, Brothers Jr                                                | Keys, Brothers Jr              | 5:15    |  |
| 6.            | "Lesson Learned" (participação de John Mayer) | Keys, Mayer                                                      | Keys, Mayer                    | 4:14    |  |
| 7.            | "Wreckless Love"                              | Keys, Jack Splash, Harold Lilly                                  | Keys, Splash                   | 3:53    |  |
| 8.            | "The Thing About Love"                        | Keys, Perry                                                      | Keys, Perry                    | 3:50    |  |
| 9.            | "Teenage Love Affair"                         | Keys, Splash, Lilly, Josephine Bridges, Carl Hampton, Tom Nixon  | Keys, Splash                   | 3:10    |  |
| 10.           | "I Need You"                                  | Keys, Batson, Lilly, Paul L. Green                               | Keys, Batson                   | 5:10    |  |
| 11.           | "Where Do We Go from Here"                    | Keys, Brothers Jr, Lilly, Mary Frierson, Johnnie Frierson        | Keys, Brothers Jr              | 4:11    |  |
| 12.           | "Prelude to a Kiss"                           | Keys                                                             | Keys                           | 2:08    |  |
| 13.           | "Tell You Something (Nana's Reprise)"         | Keys, Novel Stevenson, Ron Haney, Brothers, Jr, Green, Mostyn    | Keys, Brothers, Jr.            | 4:28    |  |
| 14.           | "Sure Looks Good to Me"                       | Keys, Perry                                                      | Keys, Perry                    | 4:31    |  |

| Edição especial britânica |                         |                                                  |              |         |  |
| N.º                       | Título                  | Compositor(es)                                   | Produtor(es) | Duração |  |
| 15.                       | "Waiting for Your Love" | Keys, Kaseem Dean, Sean Garrett, Wynton Marsalis | Swizz Beatz  | 3:48    |  |

Samples
- "Teenage Love Affair" — Contem amostras de "(Girl) I Love You" de The Temprees (Josephine Bridges, Carl Hampton, Tom Nixon)
- "Where Do We Go from Here" — Contem amostras de "After Laughter (Comes Tears)" de Wendy Rene (Mary Frierson, Johnnie Frierson)
- "Waiting for Your Love - Contém amostras não creditadas de "Hot Music" (Pal Joey) de Soho e de "Who Shot Ya?" (Christopher Wallace, Nashiem Myrick, Sean Combs) de The Notorious B.I.G.

## DVD Bônus
- "Karma" (Ao Vivo do Hollywood Bowl)
- "Heartburn" (Ao Vivo do Hollywood Bowl)
- "Wake Up" (Ao Vivo do Hollywood Bowl)
- Making Of: Sessão de fotos "As I Am"
- Making Of do clipe de "No One"

## As I Am: The Super Edition
O álbum foi re-lançado em 10 de novembro de 2008 no Reino Unido e em 25 de novembronos EUA, intitulado As I Am: The Super Edition. O álbum é composto por três faixas adicionais e um segundo disco de cinco performances em The Coronet em Londres. O single da edição, "Another Way to Die", foi escrito como a música tema para o filme de 2008 Quantum of Solace.
| The Super Edition (faixas bonus) |                                                                                              |                            |              |         |  |
| N.º                              | Título                                                                                       | Compositor(es)             | Produtor(es) | Duração |  |
| 15.                              | "Another Way to Die (Trilha Sonora do filme "Quantum of Solace")" (Jack White & Alicia Keys) | White                      | White        | 4:24    |  |
| 16.                              | "Doncha Know (Sky Is Blue)"                                                                  | Keys, Perry                | Keys, Perry  | 4:24    |  |
| 17.                              | "Saviour"                                                                                    | Keys, Splash, Lilly, Green | Keys, Splash | 3:22    |  |

## DVD Bônus - Ao Vivo no Teatro Coronet ( Londres)
1. "You Don't Know My Name"
2. "Superwoman"
3. "No One"
4. "Teenage Love Affair"
5. "If I Ain't Got You"

| Críticas profissionais                                                      | Críticas profissionais |
| Avaliações da crítica                                                       | Avaliações da crítica  |
| Fonte                                                                       | Avaliação              |
| --------------------------------------------------------------------------- | ---------------------- |
| About.com                                                                   | [ 4 ]                  |
| allmusic                                                                    | [ 5 ]                  |
| Blender                                                                     | [ 6 ]                  |
| Entertainment Weekly                                                        | (B)                    |
| New York Times                                                              | (favorable)            |
| Rolling Stone                                                               | [ 9 ]                  |
| Slant                                                                       | [ 10 ]                 |
| USA Today                                                                   | [ 11 ]                 |
| Village Voice                                                               | (favorable)            |
| Washington Post                                                             | (unfavorable)          |
| Esta tabela precisa de ser acompanhada por texto em prosa. Consulte o guia. |                        |

## Certificações
| País           | Provedor | Vendas    | Certificação |
| -------------- | -------- | --------- | ------------ |
| Estados Unidos | RIAA     | 4.000,000 | 4× Platina   |